# 延妮弗·法尔克
延妮弗·法尔克（瑞典語：Jennifer Falk，1993年4月26日—），瑞典女子足球运动员。她曾代表瑞典参加2020年夏季奥林匹克运动会足球比赛，获得一枚银牌。她也曾参加2019年国际足联女子世界杯。